# Crazy from the Heat
Crazy from the Heat és un EP del cantant estatunidenc David Lee Roth. Va ser el seu primer treball discogràfic com a solista, llançat el 28 de gener de 1985, quan encara era part de la banda Van Halen.

## Llista de cançons
1. "Easy street" (Dan Hartman) – 3.45
2. "Medley: Just a Gigolo/I Ain't Got Nobody" (Irving Caesar, Leonello Casucci) (Roger Graham, Spencer Williams) – 4.39
3. "California Girls" (Brian Wilson, Mike Love) – 2.50
4. "Coconut Grove" (John Sebastian, Zal Yanovsky) – 2.52

## Crèdits
- David Lee Roth - veu
- Dean Parks - guitarra
- Eddie Martinez - guitarra
- Sid McGinnis - guitarra
- Willie Weeks - baix
- John Robinson - bateria
- Sammy Figueroa - percussió
- James Newton Howard - teclats
- Edgar Winter - teclats, saxo
- Brian Mann - teclats
- Carl Wilson - cors
- Christopher Cross - cors

## Posicionament

### Àlbum
| Any  | Llista            | Posició |
| ---- | ----------------- | ------- |
| 1985 | The Billboard 200 | 15      |

### Senzills
| Any  | Senzill                                    | Llista                 | Posició |
| ---- | ------------------------------------------ | ---------------------- | ------- |
| 1985 | "California Girls"                         | Adult Contemporary     | 29      |
| 1985 | "California Girls"                         | The Billboard Hot 100  | 3       |
| 1985 | "California Girls"                         | Mainstream Rock Tracks | 3       |
| 1985 | "Easy Street"                              | Mainstream Rock Tracks | 14      |
| 1985 | "Medley: Just a Gigolo/I Ain't Got Nobody" | Mainstream Rock Tracks | 25      |
| 1985 | "Medley: Just a Gigolo/I Ain't Got Nobody" | The Billboard Hot 100  | 12      |